# Weru
Die WERU GmbH ist die ein Hersteller von Fenster und Türen aus Kunststoff und Aluminium mit Stammsitz in Rudersberg.
Seit 2021 gehört die Weru-Gruppe über die Dovista A/S zur VKR Holding A/S mit Sitz im dänischen Hǿrsholm.
Der Name Weru ist ein Akronym für Willy Eppensteiner Rudersberg.

## Geschichte
Das Unternehmen wurde 1843 von Christian Friedrich Eppensteiner gegründet. Ab 1935 wurden Rollläden hergestellt, zuerst aus Holz, ab 1960 aus Kunststoff. 1979 begann die Produktion von Alu-Haustüren. 1989 erfolgte die Umwandlung zur Aktiengesellschaft. 1991, kurz nach der Wiedervereinigung Deutschlands, wurde das Werk in Triptis gebaut.
1995 erwarb der britische Fenster- und Türenhersteller Caradon 43 % der Aktien von Weru. Caradon erhöhte seine Beteiligung an Weru über die Jahre bis auf 94 %; 1999 verkaufte es diese an das Private-Equity-Unternehmen Triton, das ab 2006 Alleinaktionär von Weru war. 2012 erfolgte die Umfirmierung in eine GmbH.
2013 erwarb H.I.G. Europe, der europäische Arm der auf mittelständische Unternehmen ausgerichteten Private-Equity-Gesellschaft H.I.G. Capital, Weru von Triton. Im März 2014 übernahm Weru – nur drei Monate nach dem Kauf durch H.I.G. Europe – den Wettbewerber Unilux AG. 2015 kaufte die Weru-Gruppe die auf die Lieferung und Montage von Türen, Fenster und Rollläden spezialisierte Schneeberger Bauelemente Potthoff GmbH (SBP) mit Sitz in Crimmitschau.
Im Jahre 2021 verkaufte die H.I.G. Capital die WERU Group an DOVISTA A/S, eine dänische Fensterbau Gruppe. Kurz nach der Übernahme wurde die Unilux GmbH über eine Carve-Out an den Finanzinvestor Aurelius verkauft.

## Zahlen und Fakten
Mit jährlich ca. 460.000 Fenstern und 14.300 Türen ist Weru einer der großen Fensterproduzenten Europas.